# Poppy Corby-Tuech
Poppy Corby-Tuech née Poppy Colette Corby-Tuech le 18 novembre 1987 à Veneux-les-Sablons (France), est une actrice franco-britannique.

## Filmographie

### Cinéma
- 2013 : Dracula: The Dark Prince
- 2015 : Youth de Paolo Sorrentino : l'espionne
- 2015 : The Healer
- 2016 : Una de Benedict Andrews
- 2018 : Les Animaux fantastiques : Les Crimes de Grindelwald de David Yates : Vinda Rosier
- 2022 : Les Animaux fantastiques : Les Secrets de Dumbledore de David Yates : Vinda Rosier

### Télévision
- 2014 : Affaires non classées
- 2015 : Father Brown
- 2015 : The Royals
- 2016 : The Collection
- 2017 : Les Filles de joie (série)
- 2022 : Périphériques, les mondes de Flynne (série) : Saison 1, épisode 5